# Bundesvereinigung Deutscher Musikverbände
Der Bundesvereinigung Deutscher Musikverbände e. V. (kurz BDMV) gegründet 1979, gehören ungefähr 1,3 Millionen Mitglieder an (60 % unter 26 Jahre), 18.000 vorwiegend ehrenamtlich geführte Orchester sind dort organisiert.
Die Aufgaben der Bundesvereinigung sind die Betreuung der Mitgliedsverbände, die Koordination des Informationsflusses innerhalb des Verbandes, politische Vertretung der Vereine und Verbände bei anderen Organisationen sowie innerhalb der Politik. Presse- und Öffentlichkeitsarbeit sowie Eventmanagement sind weitere Themen, der sich die Bundesvereinigung annimmt.

## Projekte
- Innovationspreis Ehrenamt (zusammen mit der Messe Frankfurt), jährlich seit dem Jahr 2002 (3000 Euro): für vorbildliche Tätigkeiten von Orchestern. / Beispielsweise 2006 für ein „Soundstudio“ der Jugend im „Haus der Musik“ in Köndringen.
- Die BDMV ist einer der Partner von dm-drogerie markt im Rahmen der Initiative ZukunftsMusiker, als deren Kernelement 1 600 Kinder mehrwöchige kostenlose Instrumenten-Schnupperkurse erhielten.
- Am 6. Mai 2006 stellte die BDMV gemeinsam mit dm-drogerie markt einen deutschlandweiten Rekord im Rahmen der dm-Initiative ZukunftsMusiker auf. Über 200 Orchester musizierten gleichzeitig vor dm-Märkten für einen guten Zweck.
- Ausrichtung des Deutschen Musikfestes; alle sechs Jahre

## Mitgliedsverbände
- Allgäu-Schwäbischer Musikbund
- Blasmusikverband Baden-Württemberg
- Blasmusikverband Berlin
- Blasmusikverband Thüringen
- Bläserverband Mecklenburg-Vorpommern
- Bund Deutscher Blasmusikverbände
- Bund Saarländischer Musikvereine
- Deutscher Feuerwehrverband/Musiktreibende Züge
- Deutscher Schützenbund/Fachgebiet Musik
- Deutscher Turner-Bund/Fachgebiet Musik
- Diözesanverband der Bläserchöre – Bistum Mainz
- Hessischer Musikverband
- Landesblasmusikverband Brandenburg
- LandesMusikVerband NRW 1960
- Landesmusikverband Rheinland-Pfalz
- Landesverband der Spielmanns- und Fanfarenzüge in Baden-Württemberg
- Landesverband für das Spielmannswesen in Bayern
- Musikbund von Ober- und Niederbayern
- Musikerverband Schleswig-Holstein
- Musikverband Hamburg
- Niedersächsischer Musikverband
- Nordbayerischer Musikbund
- Sächsischer Blasmusikverband
- Volksmusikerbund NRW

## Auszeichnungen
Die Bundesvereinigung Deutscher Musikverbände (BDMV) vergibt für herausragende Verdienste um die Musik folgende Auszeichnungen:
- Ehrennadel
- Verdienstmedaille
- Ehrenmedaille